# Théâtre Georges-Leygues
Le Théâtre Georges-Leygues est un théâtre public situé no 2 boulevard de la République, à Villeneuve-sur-Lot, dans le département de Lot-et-Garonne.

## Histoire
En 1905, le principal théâtre de la ville, le Café de la Comédie, est détruit par un incendie. Les spectacles sont donnés sous la halle. 
Georges Leygues, président de la commission des Affaires étrangères propose en 1914 un projet de « Maison du Peuple » pouvant accueillir 900 personnes. Le projet n'a pas été réalisé. 
En 1927, Georges Leygues offre de financer la construction d'un théâtre si la municipalité trouve un emplacement. La municipalité propose l'emplacement de l'ancienne prison sur le boulevard de la République qui avait été construite en 1861. Georges Leygues demande à l'architecte d'origine villeneuvoise Guillaume Tronchet, auteur du théâtre Ducourneau d'Agen, de concevoir le projet. Guillaume Tronchet a bâti un théâtre en béton armé, de style Art déco. Les travaux sont réalisés par l'entreprise Henri Corne de Villeneuve /Lot, sous la surveillance de Gaston Rapin, architecte communal. 
L'entablement au-dessus de la colonnade est décoré de trois éléments sculptés par les frères Jean et Joël Martel représentant la Comédie, la Tragédie et la Musique. 
L'inauguration du théâtre a lieu le 28 septembre 1935 par la création, en avant-première de la pièce de théâtre La Fin du monde de Sacha Guitry.
Le théâtre a été inscrit au titre des monuments historiques le 12 septembre 2008,.